# 1971年達卡大學大屠殺

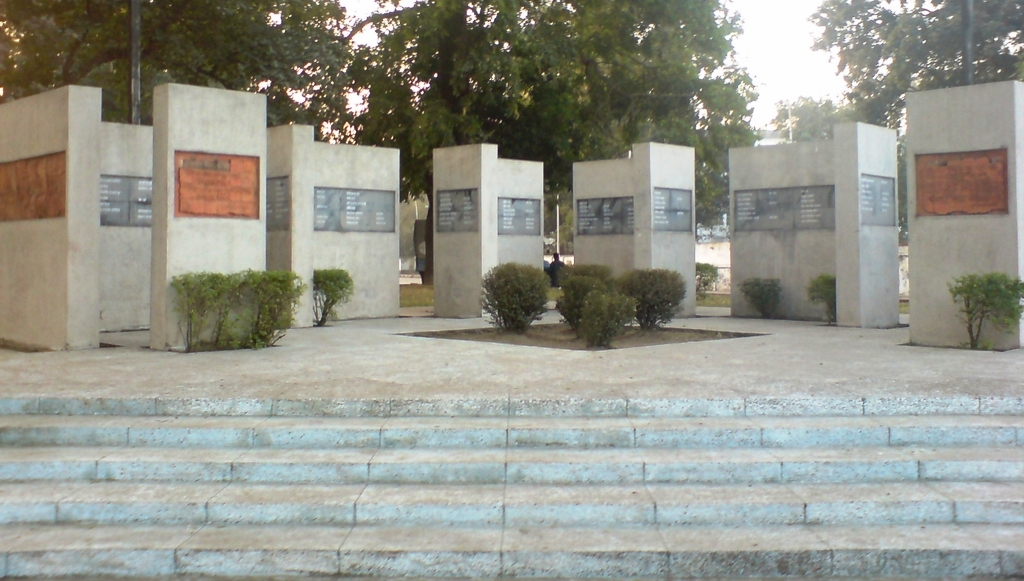
位於達卡大學的遇難者紀念碑。

1971年3月25日，蒂卡·汗奉葉海亞汗總統的命令發起了代號為「探照燈」的軍事行動，透過清洗孟加拉的知識分子及民族主義者，以遏制當地日益激烈的民族主義運動。作為行動的一部分，巴基斯坦軍隊襲擊了達卡大學，造成至少數百名教職員及學生死亡。

## 經過
1971年3月25日，巴基斯坦軍方展開「探照燈行動」，陸軍投入第18及第32旁遮普旅，配備坦克、自動步槍、火箭筒、重型迫擊砲和輕機槍等重型武器，從東部、南部和北部包圍了達卡大學。

### 屠殺教師

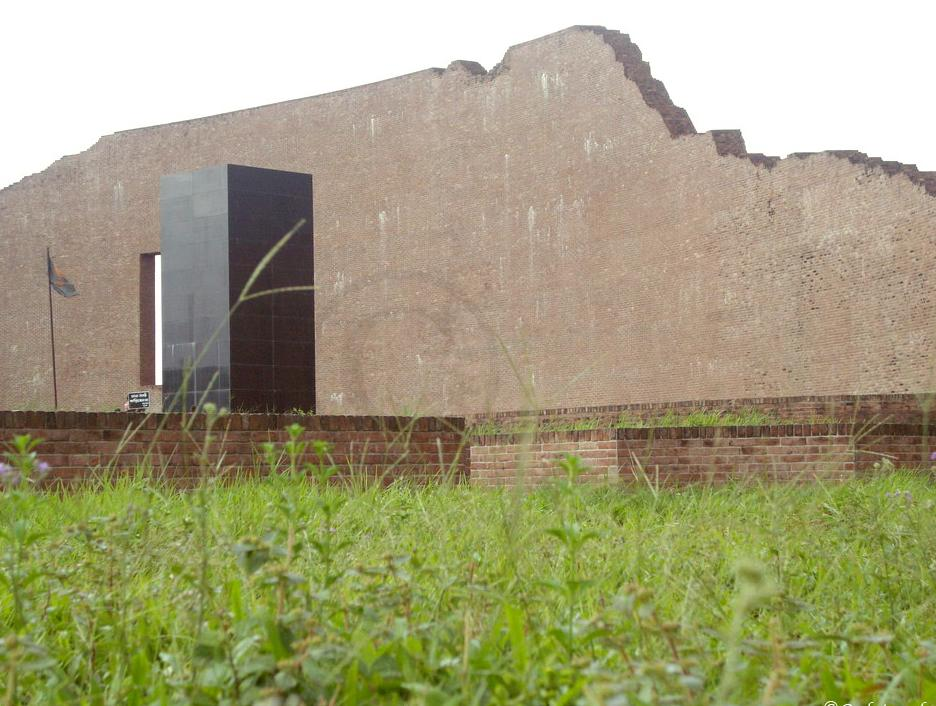
位於達卡Rayerbazar的知識分子紀念碑。

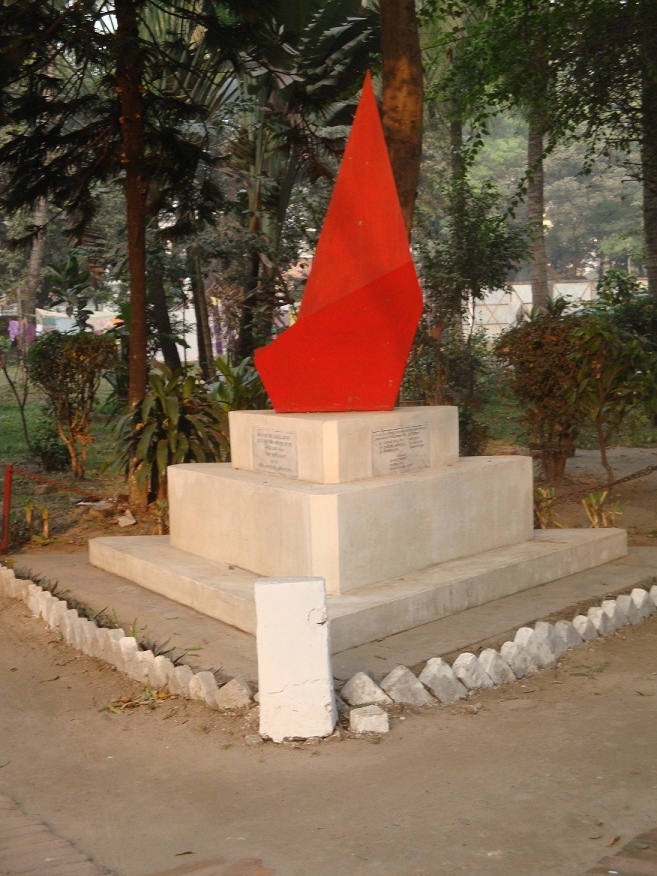
位於達卡烈塔廣場的知識分子紀念碑。

在探照燈行動開始時，10 名達卡大學的教師被殺。法伊魯爾.拉赫曼(Fajllur Rahman)教授和他的兩個親戚在位於尼爾赫特(Nilkhet)的23號樓中遇難。拉赫曼教授的妻子因不在國內而幸免於難。巴基斯坦軍隊還襲擊了安瓦爾·帕夏(Anwar Pasha)及拉什杜爾·哈桑(Rashidul Hassan)教授的家，兩人都躲在床下而倖存下來，但卻在戰爭後期被 Al-Badr 民兵殺害。拉菲克·伊斯拉姆(Rafiqul Islam)教授當時在24號樓，當時有兩名受傷的婦女帶著孩子在樓門口呆了一段時間，並留下了血跡。後來當軍隊到達時，他們在樓梯上發現了血跡，以為屠殺已經結束便就此離開。伊斯拉姆教授因為這樣逃過一劫，他後來回應道說在樓中的所有非孟加拉裔家庭，都在3月25日前在沒有通知下已離開。
在富勒路12教授號，軍隊拜訪了賽義德·阿里·諾基(Sayed Ali Noki)教授的家，並允許他離開，但殺死了住在同一棟樓的阿卜杜勒·穆克塔迪爾(Abdul Muktadir)教授。當時穆克塔迪爾正準備與懷孕三個月的妻子一起做晨禱，士兵進入他的住所，然後朝他的胸部和腹部開槍，他的妻子嘗試阻止但都被推開。教授的屍體最後在 Jahurul Huq Hall（當時的 Iqbal Hall）被發現，他其後被親戚安葬在帕坦的一座清真寺旁。在薩利穆拉學生宿舍的穆尼姆教授(K. M. Munim)受傷，數學系的哈德姆教授(A R Khan Khadim)及沙拉法特阿里教授(Sharafat Ali )在達卡大廳被殺。
主要住有印度教學生及教職員的賈格納特宿舍也受到襲擊，前教務長和著名的哲學教授戈賓德拉·錢德拉·德夫(Govinda Chandra Dev)博士及他養女的丈夫被軍隊所殺。軍隊然後殺死了馬尼魯扎曼教授(A.N.M. Manirujjaman)及他的兒子和兩個親戚，教師Anudoipayon Bhattacharja也在這個宿舍裡被殺。教務長傑蒂爾莫伊·古哈塔庫爾塔(Jyotirmoy Guhathakurata)受到重傷，他在27日被送往醫院，但幾乎沒有醫療人員在場，他最後因失血過多而死亡。

### 屠殺學生
達卡大學的「孟加拉獨立學生運動委員會」先前曾組織不合作運動，因此他們所位處的Jahrul Hoque Hall成為探照燈行動的首要目標，根據穆尼姆教授(Dr. K.M. Munim)所說，大約200名學生在這個宿舍裡被殺。凌晨12點後，軍隊進入賈格納特宿舍，並動用迫擊砲攻擊宿舍，並開始不停地開槍射擊。軍隊北門和南門進入，對每個房間的學生不分青紅皂白的攻擊，即場殺死了大約34名學生。時任美國駐達卡總領事阿切爾·布拉德(Archer Blood)指，在Rokeya Hall（女生宿舍）因攻擊起火，大量學生們試圖逃跑時，軍方開始向他們開火，他估計共有300名學生死亡。

## 另見
- 探照燈行動
- 孟加拉語言運動
- 1971年印巴戰爭
- 孟加拉國解放戰爭
- 1971年孟加拉國種族滅絕